# Johannes Bölter
Johannes Bölter (Mülheim an der Ruhr, 19 februari 1915 – aldaar, 16 september 1987) was een tankcommandant van de Duitse Wehrmacht in de Tweede Wereldoorlog. Hij ontving het Ridderkruis van het IJzeren Kruis met Eikenloof voor bijzondere moed op het slagveld en/of succesvol militair leiderschap.
Hauptmann (kapitein) Bölter vernietigde 139 tanks (sommige bronnen vermelden zelfs 144) gedurende de Tweede Wereldoorlog. Samen met Kurt Knispel, Otto Carius, Ernst Barkmann en Michael Wittmann wordt hij beschouwd als een van de succesvolste Duitse tankcommandanten in de geschiedenis.

## Het begin
Op 19 februari 1915 werd Johannes Bölter geboren in Mülheim an der Ruhr. Hij was de zoon van een machinist, zijn moeder was Wilhelmine (geboortenaam Falk). Vanaf Pasen 1921 tot Pasen 1929 bezocht hij daar de Volksschule (lagere school) in Mülheim.
Hij werd aangenomen bij de firma Mühlensieppen als loodgieter en leerling-dakdekker, wat daarna resulteerde in een toelating op de vakschool. Op 31 maart 1931 behaalde hij zijn zogenaamde ‘'Gesellenbrief’' (ambachtelijk certificaat). Tussen 1932 en 1933 doorliep hij training voor zijn vrijwilligers arbeidsdienst, en op 1 april 1933 werd hij toegelaten tot de Gardejugend der brigade Ehrhardt. Bölter was ook lid van de SA. Hierna meldde hij zich vrijwillig in de toenmalige Reichswehr voor 12 jaar diensttijd. Van 1 augustus 1934 tot 8 oktober 1935 was Bölter geplaatst bij het Kraftfahrabteilung 4 in Leipzig. Hierna werd hij geplaatst bij het 3e eskadron van het Reiterregiment 10. Op 1 oktober 1934 werd hij bevorderd tot Gefreiter, waarna hij vanaf 9 tot 19 september 1935 deel nam aan een Unteroffiziersanwärterlehrgang. Met de nieuw opgerichte pantsertroepen, werd hij op 9 oktober 1935 geplaatst bij de 8e compagnie van de 2e afdeling van het Panzerregiments 1 (1e Pantserregiment). Op 18 december 1935 werd Bölter benoemd tot Unterführer. Vervolgens nam hij deel aan een Schießlehrgang in Plutos in Holstein van 1 april tot 12 augustus 1936. Daar werd hij opgeleid tot Waffen- en Schießunteroffizier. Daarna keerde hij bij zijn compagnie in Erfurt terug. Op 1 april 1938 werd Bölter bevorderd tot Feldwebel. Hij trouwde op 2 september 1938 met zijn verloofde Lisbeth (geboortenaam Zautner), het echtpaar kreeg twee dochters.
Van 4 januari 1939 tot 11 maart 1939 ging Bölter naar een andere Schießlehrgang aan de Panzerschule in Plutos in Holstein.

### Tweede Wereldoorlog
In het begin van de Poolse Veldtocht werd hij ingezet als Zugführer  (pelotonscommandant) in de zware 8e pantsercompagnie van de 2e afdeling in het 1e Pantserregiment. Op 14 oktober 1941 raakte Bölter gewond. Na zijn ontslag uit het veldhospitaal, werd hij als Zugführer geplaatst in de Genesendenkompanie van het 1e Pantserregiment in Erfurt. Op 18 april 1942 werd hij aan een Verfügungskompanie van het Panzerregiments 1 toegewezen, en nam als Zugführer deel aan een Fahnenjunkerlehrgang in Erfurt. Toen er vrijwilligers gezocht werden voor het opstellen van de Tigerabteilungen, meldde Bölter zich vrijwillig. Op 3 december 1942 werd hij overgeplaatst naar het Schwere Panzer-Abteilung 502. Vanwege zijn eerdere successen kreeg hij de functie van Zugführer  (pelotonscommandant) van de 1e compagnie in deze eenheid.
In het begin van 1943 bevond het Schwere Panzer-Abteilung 502 zich ten zuiden van Leningrad aan het Ladogameer. De 1e compagnie van Bölter was uitgerust met Panzerkampfwagen III en Tigers, en stonden klaar om als de "Feuerwehr"  (brandweer) de aanvallen van het Russisch leger op de Heeresgruppe Nord af te slaan.
In 1943 mocht Bölter voor twee weken met verlof naar zijn familie in Erfurt. Tegelijk werd de Schwere Panzer-Abteilung 502 begin april 1943 opgefrist met nieuwe manschappen van diverse eenheden in Bretagne. Op 25 juni 1943 kreeg hij zijn marsbevel, en ging weer terug naar Rusland aan het Leningradfront. Na een dagenlange treinreis kwam de Schwere Panzer-Abteilung 502 in juli 1943 in Woiskowy aan en vandaar verder naar Salesi. Op 22 juli 1943 begon het Russische offensief met geweldige artillerie- en luchtaanvallen. In september 1943 waren de gevechten afgelopen.

## Na de oorlog
Eind mei 1945 ging Bölter als magazijnbediende werken bij de firma Bernhardt in Erfurt. Van januari 1946 tot einde januari 1949 werkte hij als vertegenwoordiger in de buitenlandse handel voor de chemische fabriek Hartmann, ook in Erfurt. Vanwege zijn hoge onderscheidingen uit de oorlog, werd Bölter voortdurend blootgesteld aan represailles, in wat toen bekend stond als de Sovjet-bezettingszone. Daarom vluchtte hij in juni 1950 met zijn vrouw en dochters op een zelfgemonteerde motorfiets naar West-Duitsland.
Het gezin vestigde zich in Mülheim an der Ruhr, de geboorteplaats van Bölter. Na kort gewerkt te hebben als mijnwerker in de mijn van Wiesche, ging hij eind augustus 1950 in dienst als materiaaltester bij Rheinische Röhrenwerke - een dochteronderneming van Thyssen. Bölter werd later technisch medewerker bij dit bedrijf, dat hij trouw bleef tot aan de pensioengerechtigde leeftijd.
Op 16 september 1987 overleed hij in Mülheim an der Ruhr.

## Militaire loopbaan
- Soldat: 1 april[2] 1933[5]
- Gefreiter: 1 oktober 1934[2][5]
- Unterführer: 18 december 1935[2][5]
- Unteroffizier: 1 april 1936[2]
- Feldwebel: 1 april 1938[2][5]
- Oberfeldwebel: 1 oktober 1940[2][5]
- Offiziers-Anwärter: 1 februari 1943[2]
- Leutnant: 31 juli 1943[5] (RDA vanaf 1 mei 1943[2])
- Oberleutnant: 20 september 1944[5] (RDA vanaf 1 juli 1944[2])
- Hauptmann: 1 januari 1945[5] (RDA vanaf 1 januari 1945[2])

## Decoraties
- Ridderkruis van het IJzeren Kruis met Eikenloof (nr.581) op 10 september 1944 als Leutnant en Führer 1. / schwere Panzer-Abteilung 502 / 81.Infanterie-Division / I.Armee-Korps / 16.Armee / Heeresgruppe Nord[2][6][7]
- Ridderkruis van het IJzeren Kruis op 16 april 1944 als Leutnant en Zugführer 1. / schwere Panzer-Abteilung 502 / 8.Jäger-Division / XXVIII.Armee-Korps / 18.Armee / Heeresgruppe Nord[2][6][8]
- IJzeren Kruis 1939, 1e Klasse (15 juli 1940[2][6]) en 2e Klasse (30 september 1939[2][6])[9]
- Gewondeninsigne 1939 in goud (3 augustus 1944[2][6]), zilver (8 februari 1943[2][6]) en zwart (2 juli 1940[2][6])
- Duits Kruis in goud op 29 maart 1943 als Oberfeldwebel in de 1./Schwere Panzer-Abteilung 502[2]
- Dienstonderscheiding van Leger en Marine voor (4 dienstjaren) op 1 april 1937[2]
- Storminsigne van de Infanterie op 1 oktober 1938
- Medaille Winterschlacht im Osten 1941/42[6]
- Panzerkampfabzeichen (zonder getal) in zilver op 26 juni 1940[2][6]
- Panzerkampfabzeichen, tweede graad met het getal "25" op 15 juli 1944[2][6]
- Panzerkampfabzeichen, derde graad met het getal "50" op 1 september 1944[2][6]

## Aantal vernietigde tanks
- 139+ (144[10] diverse gepantserde voertuigen)